# Ponérihouen
Ponérihouen (in paicî: Pwäräiriwa, lett. «bocca del fiume») è un comune della Nuova Caledonia nella provincia Nord, posto alla foce del fiume Nyembeye.
Il comune è abitato da canachi e nel referendum del 2018 si è dimostrato una roccaforte indipendentista.